# Magdalena Tulli
Magdalena Tulli (* 20. října 1955, Varšava) je polská spisovatelka a překladatelka z francouzštiny (např. Marcel Proust) a italštiny (např. Italo Svevo).

## Život a dílo
Její matka přežila koncentrační tábor Auschwitz. Se svými dcerami žila ve Varšavě. Magdalena trávila coby školačka každoročně letní prázdniny u prarodičů svého italského otce v Miláně. Po maturitě vystudovala biologii a polonistiku na Varšavské univerzitě.

### Publikační činnost (výběr)

#### České překlady zpolštiny
- Soukolí (orig. 'Tryby'). 1. vyd. Praha; Litomyšl: Paseka, 2006. 101 S. Překlad: Iveta Mikešová
- Sny a kameny: román (orig. 'Sny i kamienie'). 1. vyd. Praha: One Woman Press, 2003. 119 S. Překlad: Petra Zavřelová
- Stehy (orig. 'W czerwieni'). 1. vyd. Praha: One Woman Press, 2002. 117 S. Překlad: Jolanta Kamińska